# The English Historical Review
The English Historical Review es una revista de historia publicada por Oxford University Press.
Su primer número apareció en enero de 1896. Entre sus fundadores se encontraron nombres como los de James Bryce, Lord Acton y Mandell Creighton.